# Diocesi di Haarlem (vetero-cattolica)
La diocesi di Haarlem è una delle tre diocesi della Chiesa vetero-cattolica dei Paesi Bassi. È l'unica sede suffraganea dell'arcidiocesi di Utrecht ad avere un vescovo, mentre il titolo di vescovo di Deventer è permanentemente vacante. La diocesi di Haarlem è attualmente retta da Dirk Schoon, che ha ricevuto la consacrazione episcopale il 29 giugno 2008 nella chiesa di San Bavo di Haarlem.
La chiesa madre della diocesi è la Cattedrale delle Sante Maria e Anna, ad Haarlem.

## Territorio
La diocesi comprende la provincia dell'Olanda Settentrionale, ad eccezione del comune di Hilversum. Il territorio è suddiviso in 2 regioni pastorali, a loro volta suddivise in 9 parrocchie.

## Storia
Nel 1559 Papa Paolo IV eresse su suggerimento di Filippo II di Spagna cinque nuove diocesi nei Paesi Bassi, tra cui la diocesi di Haarlem, come suffraganee dell'Arcidiocesi di Utrecht. Già nel 1578, con l'affermarsi della Riforma, la diocesi crollò e il vescovo Godfried van Mierlo dovette lasciare la città.
Nominalmente, tuttavia, la diocesi continuò ad esistere fino alla sospensione del vicario arcivescovile Peter Codde nel 1702. Quando la Chiesa vetero-cattolica dei Paesi Bassi nel 1723 ruppe con Roma, la sede di Haarlem rimase vacante. Nel 1727 Martin Doncker fu eletto vescovo, ma morì prima della consacrazione. Solo con l'elezione e la consacrazione di Johannes Stiphout nel 1742 la cattedra di Haarlem è stata rioccupata. Da allora è sede suffraganea dell'arcidiocesi vetero-cattolica di Utrecht.

## Vescovi

Lo stemma del vescovo Dirk Schoon

Fino al 1705 la cronologia è perfettamente coincidente con quella cattolica
- Martinus Doncker (1727–1731) (Vescovo eletto)
- Hieronymus de Bock (1742–1744)
- Johannes Stiphout (1745–1777)
- Adrianus Broekman (1778–1800)
- Johannes Nieuwenhuis (1801–1810)
- sede vacante (1810-1819)
- Johannes Bon (1819–1841)
- Henricus van Buul (1843–1862)
- Lambertus de Jongh (1865–1867)
- Casparus Johannes van Rinkel (1873–1906)
- Jacobus Johannes van Thiel (1906–1912)
- Nicolaas Prins (1912–1916)
- Henricus Theodoris Johannes van Vlĳmen (1916–1945)
- Jacobus van der Oord (1945–1967)
- Gerhardus Anselmus van Kleef (1967–1987)
- Teunis Johannes Horstman (1987–1994)
- Jan Lambert Wirix-Speetjens (1995–2008)
- Dirk Schoon (dal 2008)